# 雉城街道
雉城街道是中华人民共和国浙江省湖州市長興縣下辖的一个街道办事处，也是长兴县人民政府所在地。面积约18.6平方公里，下辖十四个行政村、四个直属居委会，人口约11万。
2012年5月29日，浙江省人民政府批复撤销雉城镇建制，其行政区域改由长兴县政府直辖。
2012年5月31日，湖州市人民政府批复同意在原雉城镇区域内设立雉城、画溪和太湖3个街道。雉城街道辖北门、台苑新村、大西门、小西门、鱼巷口、米行弄、三狮、金陵、南门、高阳桥、马巾巷、二虎头、明珠路、荣军、所前、仓前街、皇家湾、水木花都、体育场、龙山、齐北等21个社区，新湖、高山岭、西峰坝、玄坛庙、金莲桥、五峰、古城、上杨、高家墩、雉城、钮店湾等11个居民区，涧塘、渚山、川步、后洋等4个行政村，办事处驻小西门社区。
2015年5月11日，湖州市人民政府批复同意析雉城街道增设龙山街道。

## 行政区划
雉城街道下辖以下村级行政区划单位：
南门社区、高阳桥社区、米行弄社区、小西门社区、大西门社区、北门社区、皇家湾社区、仓前街社区、二虎头桥社区、三狮社区、金陵社区、明珠路社区、马巾巷社区、荣军路社区、所前街社区、台苑新村社区、钮店湾社区、金莲桥社区、五峰社区、古城社区、高家墩社区、上杨社区、雉城社区、鱼巷口社区和水木花都社区。

## 交通
- 新长铁路、宣杭铁路、长牛铁路：长兴南站

## 简介
雉城街道位于长兴县中心地带，是长兴县的老城区。辖区范围东至新104国道，南至宣杭铁路，西至新长铁路，北至太湖大道，区域面积为18.6平方公里。下辖7个居民村、18个社区。街道党委管理38个下属党组织、共有党员2181名，其中街道机关党支部3个，社区党支部（总支）18个，居民村党组织7个，所属非公企业党支部10个。辖区内共有529个居民小组，户籍数31309户，外来常住户863户，常住人口近11万。
民间传说长兴原称长城，后有五彩雉塢来犯，民众击退五彩雉塢，后改称雉城。
2012年6月，经浙江省人民政府批准，长兴县行政区划进行了调整，在古城街道基础上改建为雉城街道。街道办事处办公地为解放西路241号。